# Метод инструментальных переменных
Метод инструментальных переменных (ИП, IV — Instrumental Variables) — метод оценки параметров регрессионных моделей, основанный на использовании дополнительных, не участвующих в модели, так называемых инструментальных переменных. Метод применяется в случае, когда факторы регрессионной модели не удовлетворяют условию экзогенности, то есть являются зависимыми со случайными ошибками. В этом случае, оценки метода наименьших квадратов являются смещенными и несостоятельными.
По-видимому, метод инструментальных переменных был впервые сформулирован Райтом (Wright) в 1928 году как метод оценки кривых спроса и предложения. Сам термин «инструментальные переменные» был впервые использован в статье 1941 года Риерсолом (Riersol) при обсуждении ошибок в переменных. Далее метод получил развитие в работах Дарбина (1954), Саргана (1958) и др. В контексте систем одновременных уравнений метод развивался параллельно под названием «двухшаговый метод наименьших квадратов (МНК)».

## Сущность метода
Пусть имеется линейная регрессионная модель
{\displaystyle y=Xb+\varepsilon }
Стандартная МНК-оценка 
{\displaystyle {\hat {b}}_{OLS}=(X^{T}X)^{-1}X^{T}y=b+V_{x}^{-1}C_{x\varepsilon }}
где {\displaystyle V_{x}={\frac {1}{n}}X^{T}X,C_{x\varepsilon }={\frac {1}{n}}X^{T}\varepsilon }.
Данная оценка очевидно является состоятельной, если {\displaystyle V_{x}} сходится по вероятности к некоторой невырожденной матрице,а {\displaystyle C_{x\varepsilon }} сходится по вероятности к нулевому вектору. Второе условие выполнено, если факторы и случайные ошибки некоррелированы.
Если факторы и случайные ошибки коррелированы, то второе условие не выполнено и следовательно, МНК-оценки не являются состоятельными. То есть даже при очень большом количестве наблюдений, оценки могут не приближаться к истинным значениям.
Пусть имеются факторы Z, некоррелированые со случайными ошибками, количество которых равно количеству исходных факторов. Эти переменные называются инструментальными переменными. Среди них могут быть как "чисто" инструментальные переменные (отсутствующие в модели), так и переменные модели (последние сами предполагаются экзогенными). Тогда оценкой метода инструментальных переменных называется оценка следующего вида:
{\displaystyle {\hat {b}}_{IV}=(Z^{T}X)^{-1}Z^{T}y=b+V_{xz}^{-1}C_{z\varepsilon }}
Если матрица {\displaystyle V_{zx}} сходится по вероятности к невырожденной, а {\displaystyle C_{z\varepsilon }} - к нулевому вектору, то оценка метода ИП состоятельна. 

### Случай простейшей регрессии
Для модели {\displaystyle y_{t}=a+bx_{t}+\varepsilon _{t}} ИП-оценка коэффициента b равна
{\displaystyle {\hat {b}}={\frac {Cov(z,y)}{Cov(z,x)}}}

### Замечание
Несмотря на состоятельность, в общем случае ИП-оценки смещены и неэффективны. ИП-оценки тем лучше, чем сильнее инструментальные переменные коррелированы с исходными факторами модели (при сохранении некоррелированности со случайными ошибками). Выбор инструментальных переменных является отдельной достаточно сложной проблемой. Строгих рекомендаций по выбору инструментов нет.
Можно показать, что оценку метод ИП можно свести к двухшаговой процедуре: сначала обычным МНК необходимо оценить зависимость исходных факторов от инструментов и использовать полученные оценки факторов вместо самих факторов для оценки параметров исходной модели. Это так называемый двухшаговый МНК.

## Обобщенный метод инструментальных переменных
В качестве инструментальных переменных могут быть выбраны МНК-оценки регрессии факторов на некоторые другие переменные Z, количество которых не меньше количества исходных факторов. То есть на первом этапе необходимо оценить регрессию {\displaystyle X=Z\beta +u_{t}} обычным МНК: 
{\displaystyle {\hat {\beta }}_{OLS}=(Z^{T}Z)^{-1}Z^{T}X}. 
Тогда матрица инструментальных переменных в данном случае будет равна
{\displaystyle {\hat {X}}=Z{\hat {\beta }}=Z(Z^{T}Z)^{-1}Z^{T}X=P_{Z}X}
На втором этапе применяем метод инструментальных переменных с полученными инструментами {\displaystyle {\hat {X}}}:
{\displaystyle {\hat {b}}_{IV}=({\hat {X}}^{T}{\hat {X}})^{-1}{\hat {X}}^{T}y=(X^{T}P_{Z}X)^{-1}X^{T}P_{Z}y}
Если ковариационная матрица случайных ошибок модели пропорциональна единичной {\displaystyle \sigma ^{2}I}, то ковариационная матрица этих оценок равна {\displaystyle V_{{\hat {b}}_{IV}}=\sigma ^{2}(X^{T}P_{Z}X)^{-1}}
Если количество инструментов z совпадает с количеством исходных переменных (случай точной идентификации), то матрицы {\displaystyle Z^{T}X,~X^{T}Z} являются квадратными. Следовательно
{\displaystyle {\hat {b}}_{IV}=(X^{T}Z(Z^{T}Z)^{-1}Z^{T}X)^{-1}X^{T}Z(Z^{T}Z)^{-1}Z^{T}y=(Z^{T}X)^{-1}(Z^{T}Z)(X^{T}Z)^{-1}(X^{T}Z)(Z^{T}Z)^{-1}(Z^{T}y)=(Z^{T}X)^{-1}Z^{T}y}
То есть получаем классическую формулу метода инструментальных переменных. Таким образом, несмотря на то, что этот метод выводится как частный случай, тем не менее его можно считать обобщением классического метода ИП. Это так называемый обобщенный метод инструментальных переменных (GIVE - Generalized Instrumental Variables Estimator).

### Связь с двухшаговым МНК
Можно показать, что если на втором этапе применить не метод инструментальных переменных, а обычный МНК, то получим точно такую же формулу, так как
{\displaystyle {\hat {X}}^{T}{\hat {X}}=X^{T}P_{Z}^{T}P_{Z}X=X^{T}P_{Z}X={\hat {X}}^{T}X}
Следовательно
{\displaystyle {\hat {b}}_{TSLS}=({\hat {X}}^{T}{\hat {X}})^{-1}{\hat {X}}^{T}y=({\hat {X}}^{T}X)^{-1}{\hat {X}}^{T}y=(X^{T}P_{Z}X)^{-1}X^{T}P_{Z}y={\hat {b}}_{GIVE}}
Таким образом, обобщенный метод инструментальных переменных эквивалентен двухшаговому методу наименьших квадратов (ДМНК, TSLS, 2SLS - Two-Stage Least Squares).